# Медицинска химия
Медицинска химия (на английски: Medicinal chemistry) е научна дисциплина, която включва аспекти на биологията, медицината и фармацията и се занимава с разкриването, идентичността, разработка и получаване на биологично активни съединения, както и с изследване на техния метаболизъм, интерпретация на начина на действие на молекулярно ниво и създаването на зависимости „структура-активност“.
Подобласт на медицинската химия е фармацевтичната химия, която акцентира върху лекарствата и метаболитните им превръщания в организма. Освен тях медицинската химия разглежда и други субстрати, метаболити, ксенобиотици и други биологично важни вещества.
Медицинската химия е тясно свързана с неорганичната химия, органичната химия, аналитичната химия, физикохимията, колоидната химия и биохимията. Тя произлиза от алхимията през XVI век, когато се развива яртохимията (направление в науката, което се опитва да постави химията в услуга на медицината). Яртохимиците откриват нови  вещества и въвеждат много от тях в медицината.
|  | Тази страница частично или изцяло представлява превод на страницата „Медицинская химия“ в Уикипедия на руски. Оригиналният текст, както и този превод, са защитени от Лиценза „Криейтив Комънс – Признание – Споделяне на споделеното“, а за съдържание, създадено преди юни 2009 година – от Лиценза за свободна документация на ГНУ. Прегледайте историята на редакциите на оригиналната страница, както и на преводната страница, за да видите списъка на съавторите. ВАЖНО: Този шаблон се отнася единствено до авторските права върху съдържанието на статията. Добавянето му не отменя изискването да се посочват конкретни източници на твърденията, които да бъдат благонадеждни. |